# Шарль де Сісмонді
Жан-Шарль-Леонар Сімонд де Сісмонді  (англ. Jean Charles Léonard de Sismondi; 9 травня 1773, Женева — 25 червня 1842, Женева)  — швейцарський історик і економіст, один з основоположників  політичної економії. Його новітні принципи економічного розвитку є першою ліберальною критикою раннього капіталізму та економіки невтручання. Він був новатором у сфері страхування на випадок безробіття, хвороби, регулювання пенсійної схеми та робочого часу.

## Біографія
Шарль де Сісмонді народився в Женеві, Швейцарія. Його предки прийшли з Італії та Франції, але після скасування  Нантського едикту вони емігрували до Швейцарії. Його батько був пастором і членом Женевської ради двохсот. Він навчався в школах Женеви і пройшов у 1792 році в Ліоні на комерційне навчання.
Сісмонд був добре досвідчений, але сім'я прагнула щоб він присвятив себе торгівлі, а не літературі, і він став батьківським клерком у Ліоні. Потім вибухнула Французька революція, після чого його сім'я переїхала до Англії, а згодом до Італії, де купили невелику ферму в Пеша поблизу Лукки й Пістої. Восени 1800 року Сісмонді повернувся до Женеви, де нарешті почав фазу інтенсивного літературного творіння.
Він здійснив багато поїздок до Тоскани, Німеччини, Англії та Італії, що мало колосальний вплив на формування його поглядів на політичну економію. Перебуваючи у Франції, він познайомився з британським класиком — економістом Давидом Рікардо.
Здобутий досвід в Італії дав йому матеріал для написання своєї першої книги. У молоді роки, Сісмонді читав «Багатство народів» і сильно прив'язався до теорії Сміта. Вже в 1803 році він публікує свою другу книгу «Про комерційне багатство, або про принципи політичної економії в їхньому застосуванні до торгового законодавства». Це була перша його робота на тему політичної економії, якою він цікавився до кінця свого життя. У цій книзі він підтримує ідеї А. Сміта і прихильно ставиться до вільної конкуренції. Сісмонді представляв гуманістичний протест проти домінуючої ортодоксії того часу. Він знову зверне свою увагу на політичну економію в 1818 році, коли йому буде доручено написати про «політичну економію» для Единбурзької енциклопедії.
У 1813 році молодий економіст вперше відвідав Париж. Тут він знайомиться з французькою літературною спільнотою, що добре вплинуло на подальшу його творчість. У Парижі Сісмонді підтримував Наполеона Бонапарта і зустрічався з ним неодноразово.
У квітні 1819 року Сісмонді одружився з валлійкою, Джкссі Аллен (1777—1853). Цей шлюб був досить щасливим. Цього ж року, він опублікував свою "Magnum opus" — працю «Нові начала політичної економії, або Про багатство в його відношенні до народонаселення». Власне сама назва праці посвідчує той факт, що Сісмонді намагається побудувати політичну економію на принципово нових теоретичних засадах. У вступній статті до другого видання цієї праці, що побачила світ 1827 року, він пише, що своїми поглядами він фактично «розхитав основи науки». У 1826 його обрали членом Шведської королівської академії наук.
Останні роки свого життя Сісмонді провів у Женеві, готуючи нові видання своїх творів і виступаючи членом Женевської асамблеї. Він помер в 1842 році від раку шлунка.

## Економічні ідеї
Сісмонді, як економіст, представляв гуманістичний протест проти домінуючої ортодоксії свого часу. В галузі економіки, його найважливішим внеском було відкриття економічних циклів. Сісмонді оскаржував ідею, що економічна рівновага призведе до повної зайнятості. Його теорія може бути більш визначена як одна з періодичних криз, а не циклів як таких. Також, його відносять до найперших теоретиків системної теорії кризових ситуацій.
Капітал Сісмонді трактує як виробничі запаси, переважно як засоби виробництва. Він виділяє оборотний та основний капітал. Нагромадження капіталу, в унісон поглядам Сміта, він пов'язує з ощадливістю.
Ренту він розглядає в певному фізіократичному дусі — як винагороду природи за економічну діяльність людини. Сісмонді критично ставився до тези Рікардо, на думку якого гірші за якістю землі ренти не приносять.
Прибуток Сісмонді трактує як форму відрахування частини продукту праці найманого працівника, підкреслюючи в такий спосіб його експлуататорську і антигуманну природу. Підприємницький прибуток Сісмонді сприймає як спосіб пограбування робітників, котрих підприємець використовує в своїх інтересах.

## Теорія відтворення і криз
Метою капіталістичного виробництва Сісмонді визнає споживання, а суперечливість між виробництвом та споживанням розглядає як основну суперечність капіталізму, що проявляється в труднощах зі збутом товарів під час економічних криз. Ці негативні явища, на думку Сісмонді, зумовлені звуженням внутрішнього ринку через зменшення доходів робітників, яких витискають з виробництва машини і заробітна плата яких зменшується. Капіталісти частину свого доходу, якого могли б витратити на споживання вони нагромаджують. За цих обставин частина суспільного продукту не може бути реалізованою на внутрішньому ринку. При цьому зовнішні ринки в інших країнах за умов розвитку капіталізму також звужуються. В докапіталістичну епоху такої проблеми фактично не існувало, оскільки на ринку була присутня велика кількість споживачів і дрібних виробників, господарств, яких зруйнував капіталізм, звужуючи в такий спосіб внутрішній ринок, породжуючи загальне надвиробництво і кризи.

## Ідея машинізму
За словами Сісмонді, впровадження машин у виробництво приносить користь лише роботодавцям. Дійсно, прибуток зростає, а зарплати залишаються такими як були. Він вважає, що таке збільшення виробничих потужностей призведе до банкрутства: споживання не може йти в ногу з надлишком виробництва, оскільки працівники не платять за справедливою вартістю. Конкуренція спонукає компанії постійно існувати, що призводить до збоїв ланцюга.

## Ідея соціального захисту
Сісмонді вважає, що нерівний розподіл багатства є дуже шкідливим і несправедливим чинником, який провокує кризу виробництва. Він припускає, що за рахунок скорочення робочого часу і заборони дитячої праці можна підвищити заробітну плату. Він також вважав, що компанія повинна піклуватися про хворих та працівників у похилому віці.

## Основні публікації
- Таблиця тосканського землеробства (1801)
- Комерційне багатство (1803)
- Історія італійських республік середньовіччя (1807—1808)
- Життя і творчість Павла-Антрі Мвлле (1807)
- Паперові гроші в австрійських державах і способи його придушення (1810)
- З літератури Півдня Європи (1813)
- Міркування про Женеву у відносинах з Англією та протестанськими державами (1814)
- Інтерес Франції до торгівлі людьми (1814)
- Нові роздуми про торгівлю неграми (1814)
- Експертиза французької іеституції (1815)
- Політична економія (1815)
- Нові принципи політичної економії або багатства у відносинах з населенням (1819)
- Історія французів (1821—1844), у 18 томах для балтійського видання Meline, Cans et Cie (1849)
- Юлія Севера, або 492 рік (1822)
- Історія падіння Римської імперії та занепад цивілізації (1835) Дослідження конституцій вільних народів (1836)
- Колонії стародавніх у порівнянні з сучасними (1837)
- Соціологічні дослідження (1836-38, 3 тт.)
- Дослідження з політичної економії (1837)
- Точна історія французів (1839)
- Фрагменти його щоденника і листування (1857)